# Gheorghe Vrănceanu
Gheorghe Vrănceanu (30 iunie 1900, satul Valea Hogei, județul antebelic Vaslui, astăzi județul Bacău - 27 aprilie 1979, București) a fost un matematician român, membru al Academiei Române și profesor universitar.
A fost membru titular al Academiei de Științe din România începând cu 21 decembrie 1935.

## Biografie
Născut într-o familie modestă de țărani, urmează școala primară în satul natal, unde este remarcat de învățător, la a cărui insistență este trimis la Liceul Teoretic „Mihail Kogălniceanu” din Vaslui.
Matematica predată de Nicolae Abramescu îi stârnește interesul.
Obține o bursă Adamachi la Facultatea de Științe în cadrul Universității din Iași, unde se înscrie la secția Matematică.
Aici are ca profesori pe: Alexandru Myller, Vera Myller, Simion Sanielevici, Victor Vâlcovici, Simion Stoilow, care îi remarcă valoarea, astfel că încă din timpul facultății este numit preparator, iar după trecerea licenței este trimis la Roma pentru doctorat.

## Activitate științifică
Opera sa matematică însumează peste trei sute de memorii, lucrări și articole publicate în reviste de mare circulație și cuprinde toate ramurile geometriei moderne, de la teoria clasică a suprafețelor, la noțiunea de spațiu fibrat, la care a descoperit domenii noi, a creat modele eficiente și a rezolvat probleme importante.
S-a ocupat de: spații neolonome, calculul diferențial absolut al congruențelor, mecanică analitică, geometrizarea ecuațiilor cu derivate parțiale de ordinul al doilea, teoria unitară neolonomă, spații cu conexiune conformă, spații parțial proiective, grupuri Lie, geometrie globală, grupuri de mișcări ale spațiilor cu dimensiune afină, spații cu conexiune local euclidiană, tensori armonici, spații Riemann cu conexiune constantă, curbura unei varietăți diferențiabile, scufundarea spațiilor curbe în spațiul euclidian, subvarietăți pe sferă, metoda de echivalență, spații cu conexiune neliniară și geometrizarea sistemelor mecanice.
Rezultatele sale au influențat opera unor matematicieni ca: T. Y. Thomas, V. V. Wagner, K. Yano, A. G. Walker, K. Nomizu, S. Kobayashi.

## Distincții
- Ordinul Muncii clasa a III-a (14 septembrie 1953)[8]
- Ordinul „Meritul Științific” clasa a II-a (26 septembrie 1966) „pentru merite deosebite în activitatea științifică, cu prilejul Centenarului Academiei Republicii Socialiste România”[9]
- titlul de Profesor universitar emerit al Republicii Socialiste România (26 iunie 1969) „în semn de prețuire a personalului didactic pentru activitatea meritorie în domeniul instruirii și educării elevilor și studenților și a contribuției aduse la dezvoltarea învățămîntului și culturii din patria noastră”[10]

În 1963, Gheorghe Vrănceanu a fost decorat cu Ordinul Muncii.